# Placca groenlandese

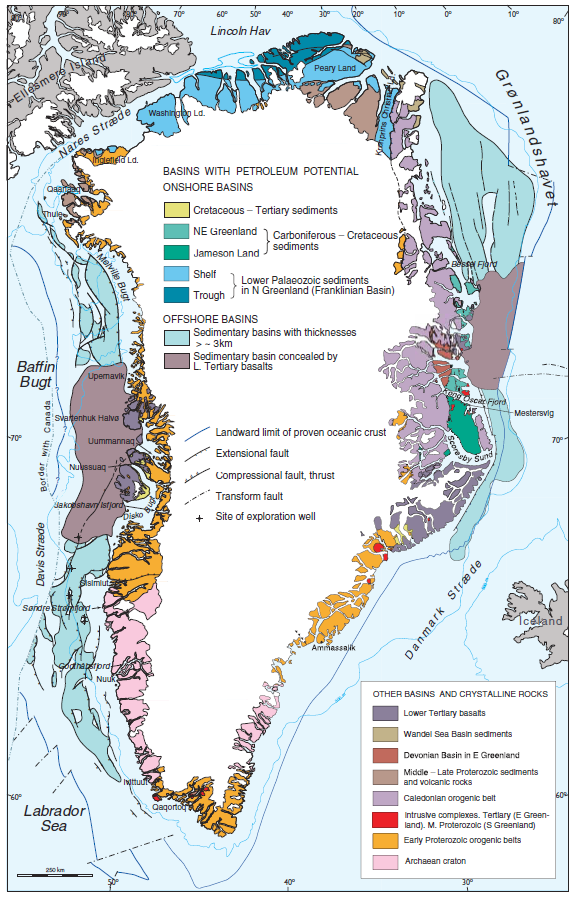
Mappa geologica della Groenlandia.

La placca groenlandese è una placca tettonica la cui esistenza è stata per ora solo teorizzata, localizzata nell'Oceano Atlantico settentrionale. Si pensa che i margini della placca siano, ad ovest, sul fondo dello stretto di Nares, probabilmente una faglia trasforme, a sud-ovest, sul fondo dello stretto di Davis, la faglia trasforme di Ungava, a sud-est la dorsale medio-atlantica e a nord-est la dorsale di Gakkel, il margine nordoccidentale è invece ancora da identificare ed esplorare ma scienziati danesi pensano, e sperano, che tale margine di placca si estenda lungo la dorsale di Lomonosov. Il cratone groenlandese è formato da alcune delle più vecchie rocce presenti sulla Terra. La cintura di rocce verdi di Isua, nella regione sudoccidentale della Groenlandia, contiene, ad esempio, rocce risalenti a 3,7-3,8 miliardi di anni fa.
Il basamento precambriano della Groenlandia era parte integrante dello scudo canadese e quindi della placca nordamericana. La Groenlandia, infatti, si è formata in seguito a due fasi di separazione (rifting) diverse. Durante la prima di queste, nel periodo Cretacico, c'è stata la formazione della baia di Baffin, che altro non è che l'estremità nordoccidentale del sistema di rift Atlantico settentrionale - Mare del Labrador che iniziò a formarsi 140 milioni di anni fa nel primo Cretacico. Il mare del Labrador cominciò ad aprirsi 69 milioni di anni fa durante il Maastrichtiano e l'accrescimento del fondale marino sembra essere cessato nell'Oligocene, 30–35 milioni di anni fa.
Dall'estinzione del rift Atlantico settentrionale - Mare del Labrador, la Groenlandia si è mossa congiuntamente al Nord America, per questo rimangono aperti gli interrogativi circa il fatto di considerare quella groenlandese una placca completamente separata dalle altre. L'area tra la Groenlandia e l'Isola di Baffin è sismicamente molto attiva ed è stata luogo di epicentri per molti, potenti terremoti, incluso il terremoto di magnitudo momento 7,3 del 1933 avvenuto nella baia di Buffin. Ad oggi, nessuno è stato capace di correlare tale sismicità con particolari strutture geologiche o anomalie geofisiche, è stato addirittura ipotizziato che la sismicità della regione sia dovuta agli stress associati al rimbalzo post glaciale.